# Bradley Walker Tomlin
Bradley Walker Tomlin (ur. 19 sierpnia 1899 w Syracuse, zm. 11 maja 1953 w Nowym Jorku) – amerykański malarz, przedstawiciel ekspresjonizmu abstrakcyjnego.

## Życiorys
Po roku 1946 zaczął tworzyć dzieła abstrakcyjne, porzucając sztukę figuratywną. Jesienią 1949 wraz z takimi artystami jak np. Willem de Kooning, Mark Rothko, Arshile Gorky czy Jackson Pollock wziął udział w wystawie zbiorowej „The Intrasubjectives” z pracą All Souls' Night, no. 2 (Noc zaduszna, numer 2).